# گریسلدا سیسیلیانی
گریسلدا سیسیلیانی (اسپانیایی: Griselda Siciliani‎؛ زادهٔ ۲ آوریل ۱۹۷۸) بازیگر و خواننده اهل آرژانتین است. وی از سال ۲۰۰۴ میلادی تاکنون مشغول فعالیت بوده‌است.
از فیلم‌ها یا مجموعه‌های تلویزیونی که وی در آن‌ها نقش داشته است، می‌توان به همسایه طبقه بالا و مجردمانده‌ها اشاره نمود.